# Bergbau im Siegerland

Schlägel und Eisen

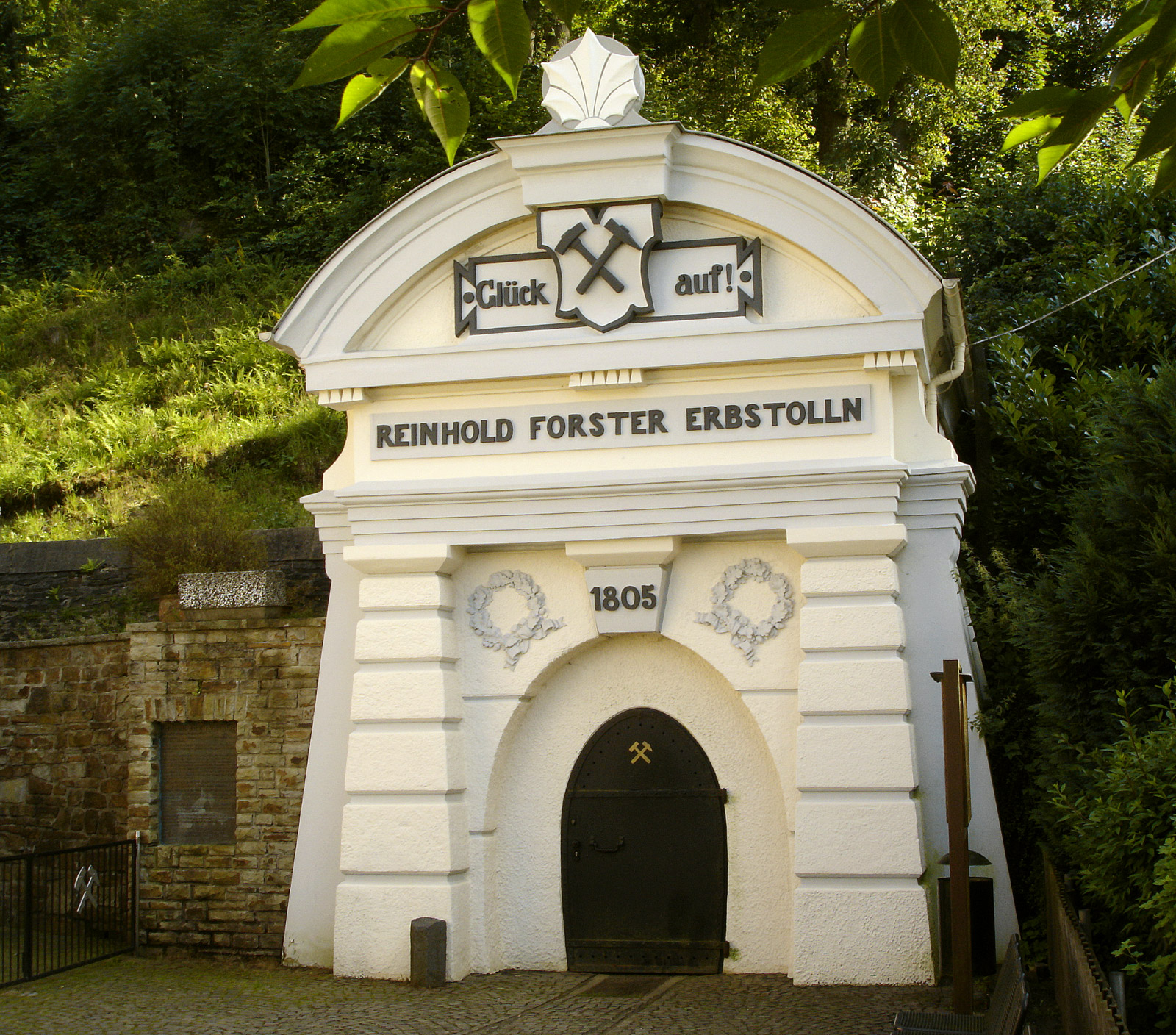
Reinhold-Forster-Erbstollen, der längste Stollen im Siegerländer Erzrevier mit über 7500 Metern

Der Bergbau im Siegerland hat eine etwa 2500 Jahre alte Geschichte. Die Region war lange von der Eisenerzgewinnung und dessen Weiterverarbeitung geprägt. Der aktive Bergbau fand 1965 sein Ende. Noch heute zählt die metallverarbeitende Industrie zu den Stärksten im Siegerland.

## Geschichte

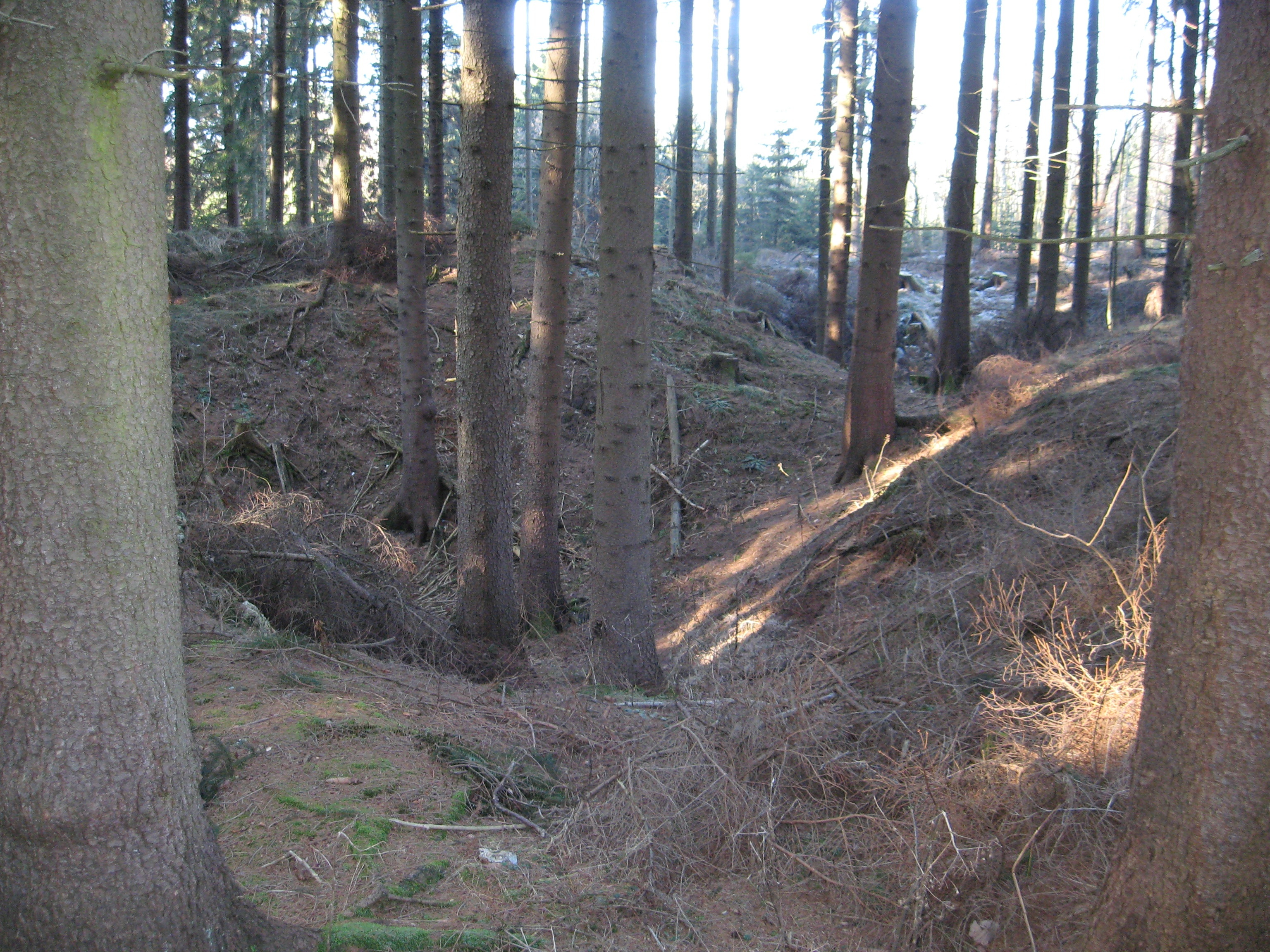
Pingenzüge am Pfannenberg zeugen vom alten Bergbau

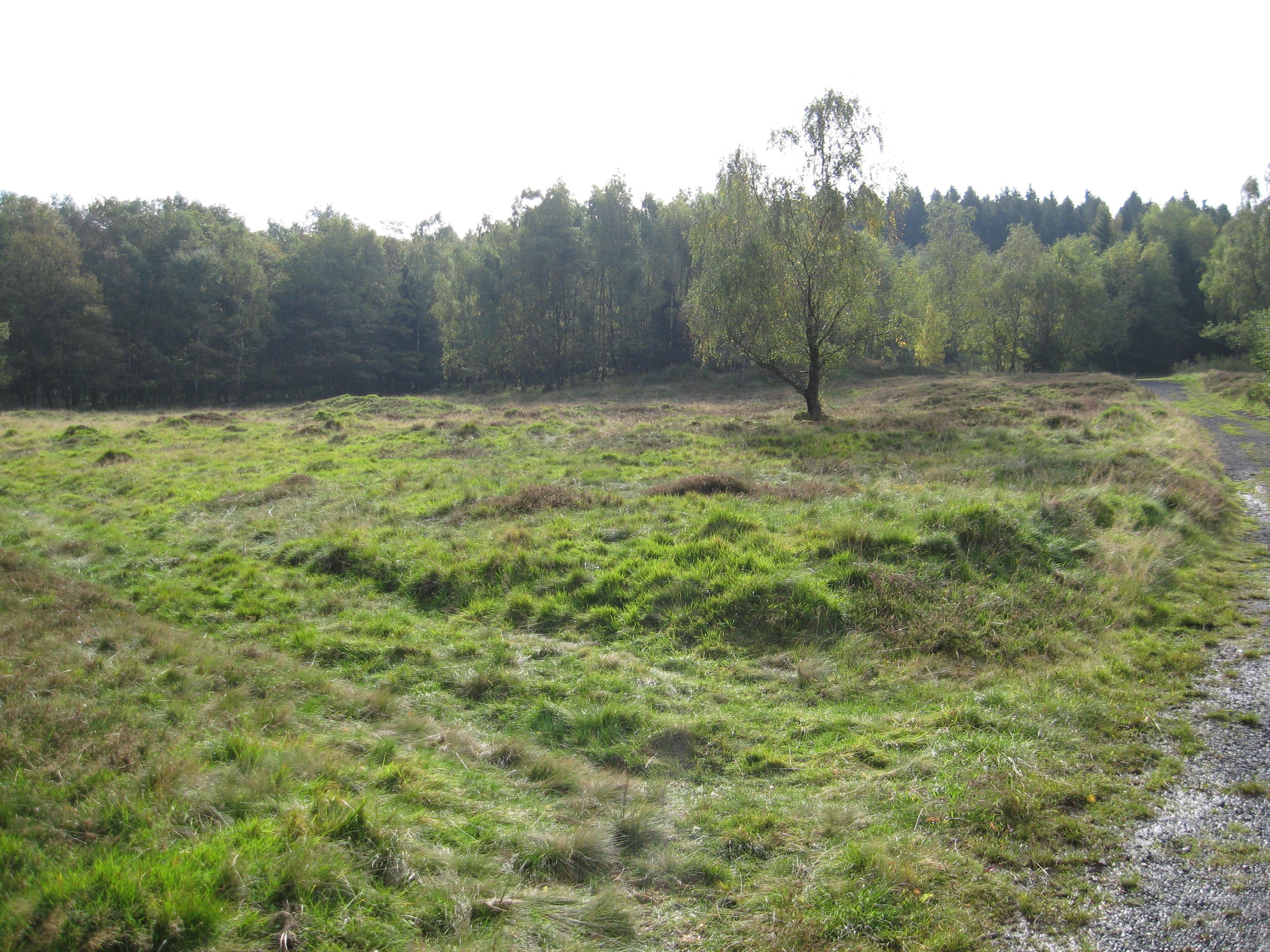
Abbau in „Mollkauten“, hier die Grube Ratzenscheid

### Anfänge in der La-Tène-Zeit und Entwicklung
Erste Spuren der Eisenverhüttung reichen bis in die frühe Eisenzeit um das Jahr 600 vor Christus zurück. Die ab 500 vor Christus von Süden kommenden Kelten bauten die an der Oberfläche liegenden Erzgänge in sogenannten „Mollkauten“ (Schürfungen direkt an der Oberfläche) und später Pingen ab. Die Kelten hatten ein umfangreiches Wissen über das Montanwesen. Sie errichteten kleine Öfen (Wind- oder Rennöfen) in der Nähe zum Verhütten. Zeugnis davon liefert der in der frühen La-Tène-Zeit um 500 vor Christus errichtete Ofen in Wilnsdorf-Obersdorf. In den 1940er und 50er Jahren fand der Prähistoriker Otto Krasa vor allem im südlichen und südwestlichen Siegerland über 140 Verhüttungsplätze.
Ab 100 vor Christus ging der Bergbau aufgrund des hohen Holzkohleverbrauchs und darauffolgenden -mangels zurück, denn man kannte noch keine Technik zur Wiederaufforstung der abgeholzten Wälder. Ab dem 7. Jahrhundert wurden die ersten Stollen angelegt, da die oberflächennahen Vorkommen erschöpft waren und der Stollenbau effektiver war. Diese wurden ab 900 nach Christus vermehrt angelegt und lösten im 10. Jahrhundert den oberflächlichen Abbau fast vollständig ab. Sie befanden sich oberhalb des Grundwasserspiegels, da sich auch dort Vorkommen befanden und die Wasserhebung aus größeren Tiefen noch nicht möglich war.

### Mittelalter bis 18. Jahrhundert
Die älteste neuzeitliche Grube war die Grube Stahlberg in Müsen (Hilchenbach) ab 1079 nach Christus, die urkundlich aber erst am 4. Mai 1313 erwähnt wurde. Urkundlich erwähnt ist mit dem Jahr 1298 die Grube Ratzenscheid zwischen Wilnsdorf und Wilden die älteste Siegerländer Grube. Bereits um 1170 bestand in Siegen eine Münzstätte, Hälblinge mit der Umschrift „Siegensensis Civ“ weisen auf Silberfunde in der Region hin. Frühe Belege durch Ausgrabungen weisen auf eine Bergbausiedlung mit Schachtbau (bis 20 m) im 13. Jahrhundert am Altenberg bei Müsen hin, hier entstand später eines der Zentren des Bergbaus.
Durch die Erfindung des Schießpulvers als Sprengmittel wurde im 15. Jahrhundert zum Anlegen von einfachen Schächten übergegangen, denn diese waren durch den Einsatz des Pulvers leichter anzulegen. Mit Haspeln und Pferdegöpeln wurde ab jetzt das Erz gefördert, das Grundwasser wurde mit „Wasserrädern“ und anderen Hebetechniken wie Eimern aus größeren Teufen geholt. Gesenke wurden anfangs hauptsächlich zur Förderung von NE-Metallen wie Kupfer, Blei und Zink eingesetzt, sie wurden meist blind zwischen zwei Sohlen oder in einem Stollen angelegt und wurden mit wenig bis keiner Technik ausgestattet, da sie meist schräg verliefen. 1417 wurde das erste Mal ein Hauberg erwähnt; dieser wurde zum Herstellen von Holzkohle gebraucht.

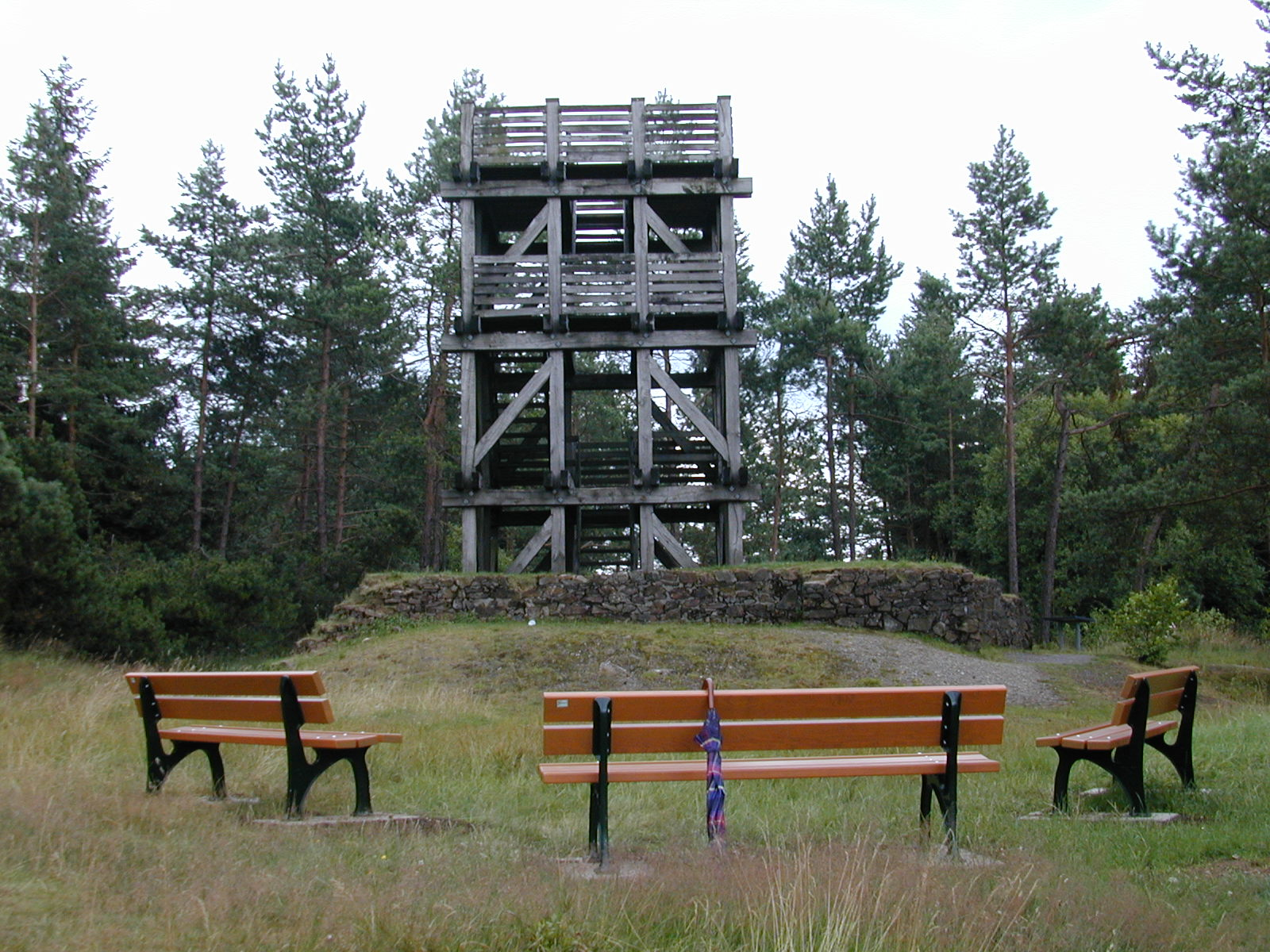
Aussichtsturm am Altenberg

Im 16. Jahrhundert verfiel die Entwicklung des Bergbaus zunehmend. Dies lag an der im Siegerland üblichen „Realteilung“, der Aufteilung des Landes unter allen Nachfahren. Die Bergwerke konnten so nicht wirtschaftlich arbeiten. Dazu kam die zum Teil wirre Rechtsprechung der Regierungen. Der chaotische Zustand änderte sich ab 1559, als Wilhelm der Reiche die „Nassau-Katzenellenbogische Bergordnung“ am 1. September des Jahres in Kraft setzte, durch die der Siegerländer Bergbau von nun an geregelt wurde. Dies führte zu einem enormen Wachstum der regionalen Montanindustrie. Beispielsweise ist für den 4. Oktober 1563 eine Bestellung des Herzogs Wilhelm von Sachsen verzeichnet, bei der dieser in Siegen vier eiserne Öfen für Eisenach orderte. Am 19. April 1575 wurde berichtet, dass alle Bergleute im „Siegener Land“ als zahlende Mitglieder der Bergzunft angehören.
Die Arbeit im Bergbau wurde begehrter, in der Ordnung stand unter anderem: „Es soll denjenigen, so sich der Bergwerck halber unter Uns zu wohnen begehren, aller Dienst, Frohn und Schatzungen, so lang das Bergwerck währet, gänzlich gefreyet sein“. 1489 gab es die erste gräfliche Bergordnung, 1664 die kurtrierische, 1830 die „Hütten- und Hammerordnung für das Land Siegen“ und 1865 das „Allgemeine Preußische Berggesetz“. Zusammenhängende Nachrichten aus dem Bergbau vor dem 19. Jahrhundert fehlen gänzlich, dies änderte sich mit der Gebietseinnahme durch Preußen. Nun wurde ein geregelter Ablauf in die Betriebe des Siegerländer Erzreviers gebracht.
Zwischen 1760 und 1850 blühte der Kobaltbergbau auf beiden Seiten der Sieg. Schwerpunkte waren zum Beispiel Siegen, Eiserfeld, Niederschelden oder Kirchen. Namhafte Gruben wie Bunte Kuh und Junkernburg in Niederschelden, Fortuna in Dreisbach, Grüner Löwe in Gosenbach oder Alexander in Kirchen förderten in dieser Zeit hauptsächlich Kobalterze.

### Industrialisierung und Blütezeit

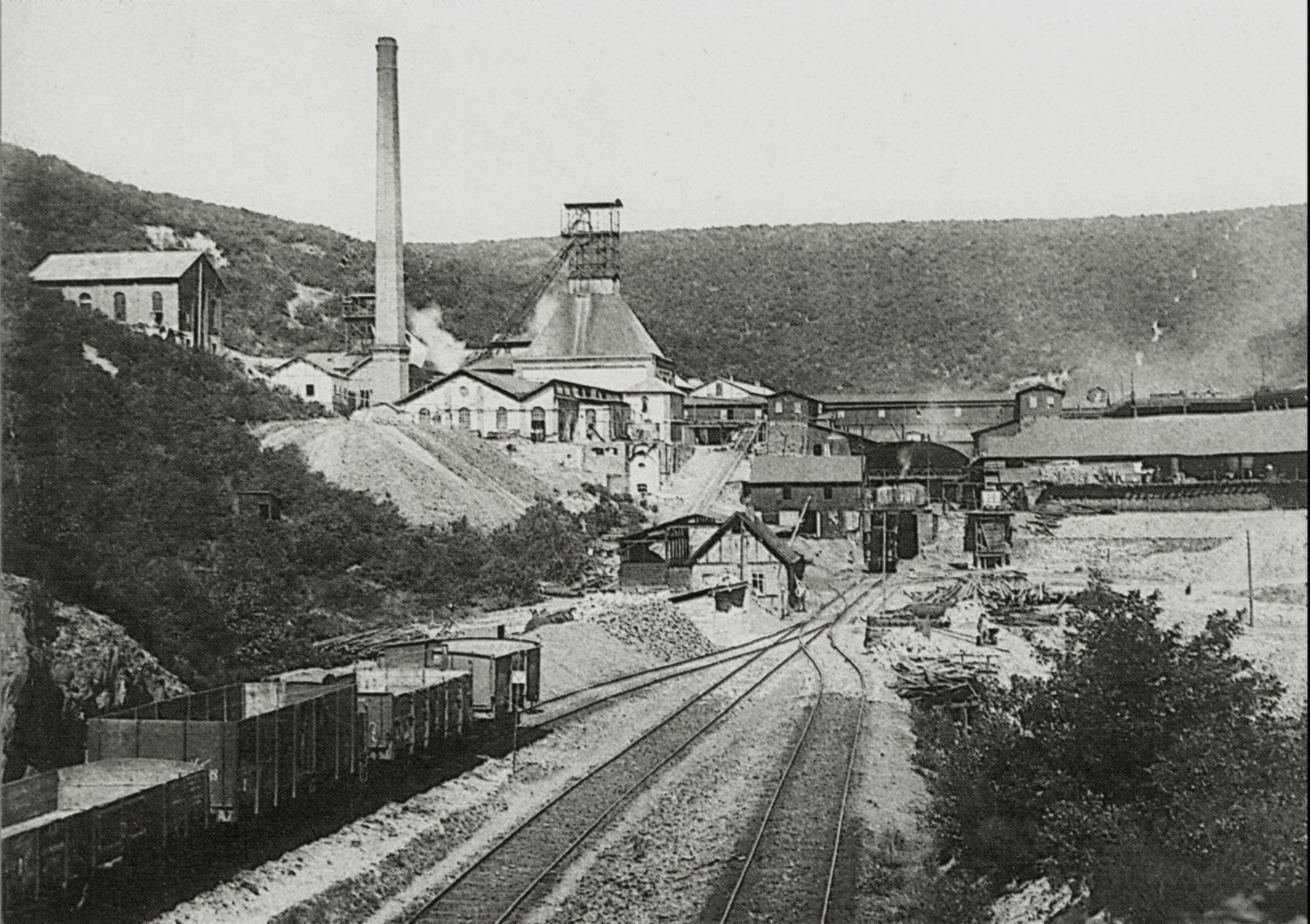
Die Grube Eisenzecher Zug in Eiserfeld war zu ihrer Zeit die tiefste Spateisensteingrube Europas.

Tiefbauanlagen wurden zur weiteren Erschließung der Erzvorkommen angelegt, hier der „Alte Schacht“ am Pfannenberg.

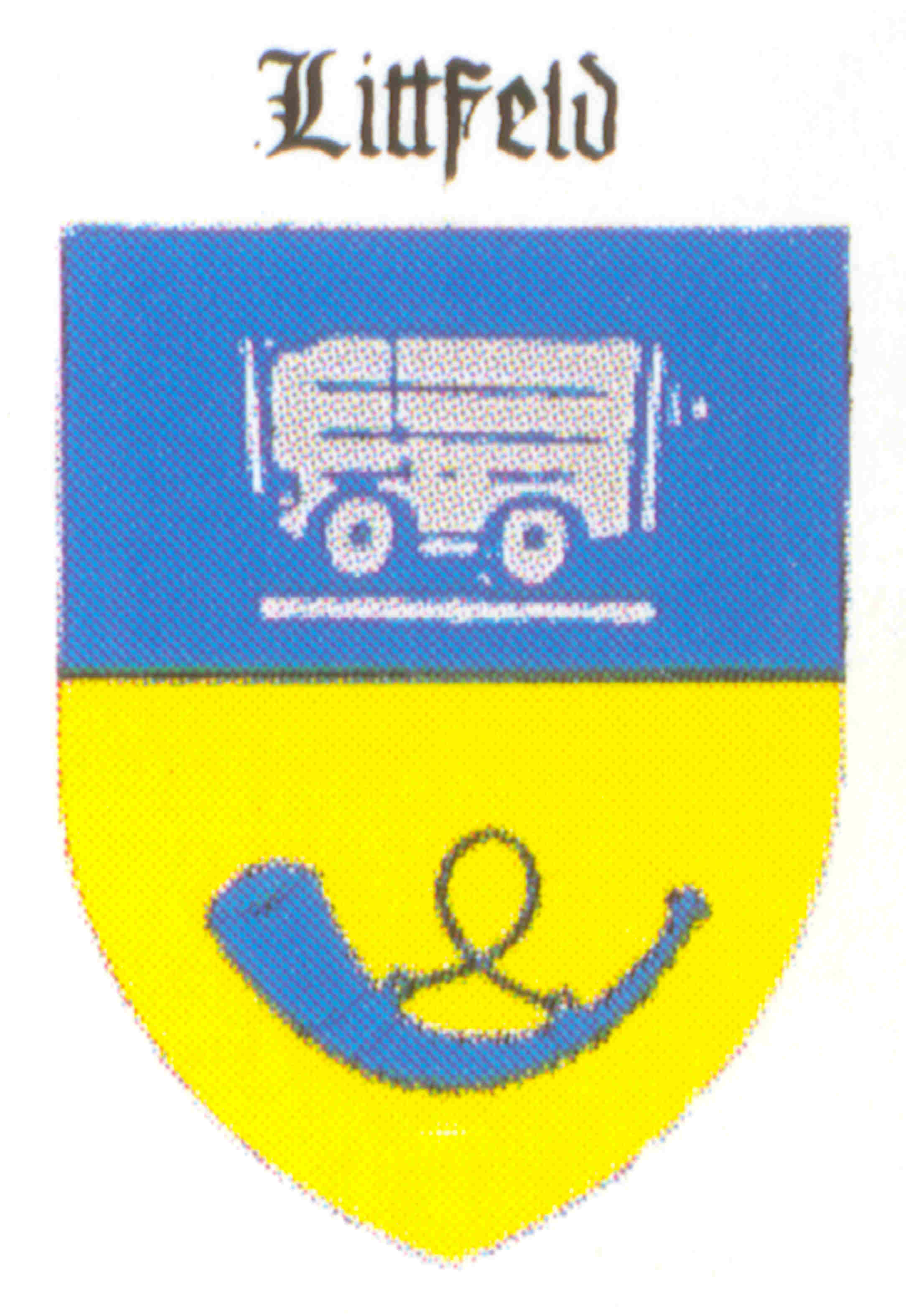
Das Wappen von Kreuztal-Littfeld zeigt einen Grubenhunt.

Im 19. Jahrhundert wurde im Zuge der Industrialisierung mehr und mehr Erz gebraucht. Das Siegerland entwickelte sich zu einem der bedeutendsten Zentren des Eisenerzbergbaus und dessen Weiterverarbeitung in Europa. Im Jahr 1853 waren 660 Gruben aktiv. Ab den 1850er Jahren wurden Dampfmaschinen für die stark zunehmende Anzahl und die immer tiefer werdenden Schächte genutzt. Durch die Maschinen konnte in größeren Teufen Erz gefördert werden. Moderne Schächte mit Dampfmaschinen und Förderkörben lösten mehr und mehr den Stollenbau und das Anlegen von Gesenken ab. Stollen wurden ab jetzt meist aus zwei Gründen angelegt: Entweder zur Abführung der Grubenwässer (in einem Erbstollen), oder wenn sich Schachtbau nicht lohnte, weil sich die Vorkommen vergleichsweise oberflächennah befanden oder nicht in ausreichender Menge vorhanden waren. 1884 wurde berichtet, dass im zurückliegenden Vierteljahrhundert der Erzabbau auch dank der Eisenbahn versiebenfacht wurde. Zu dieser Zeit kamen bereits 80 % der geförderten Eisenerze im Siegerland aus Tiefbaubetrieben. Nachfolgende Tabelle zeigt eine Auswahl an Betrieben und deren Umstellung auf Tiefbau:
| Jahr | Grube                   | Gemarkung        | Schachtteufe |
| ---- | ----------------------- | ---------------- | ------------ |
| 1852 | Landeskrone             | Oberwilden       | 0094 m       |
| 1852 | Viktorsfeld             | Burbach          | 0095 m       |
| 1855 | Klappertshoffnung       | Siegen           | 0106 m       |
| 1855 | Pützhorn                | Siegen           | 0107 m       |
| 1855 | Stahlberg               | Müsen            | 0312 m       |
| 1856 | Neue Haardt             | Weidenau         | 0352 m       |
| 1859 | Storch & Schöneberg     | Gosenbach        | 0585 m       |
| 1864 | Eisernhardter Tiefbau   | Eisern           | 0790 m       |
| 1866 | Bollnbach               | Herdorf          | 0477 m       |
| 1867 | Georg                   | Willroth         | 0968 m       |
| 1870 | Pfannenberger Einigkeit | Salchendorf      | 0450 m       |
| 1871 | Bautenberg              | Wilden           | 0403 m       |
| 1879 | Heinrichsglück          | Salchendorf      | 0272 m       |
| 1881 | Eisenzecher Zug         | Eiserfeld        | 0790 m       |
| 1881 | San Fernando            | Herdorf          | 0675 m       |
| 1890 | Wolf                    | Herdorf          | 0711 m       |
| 1893 | Hollertszug             | Herdorf          | 0240 m       |
| 1899 | Füsseberg               | Daaden-Biersdorf | 1046 m       |
| 1912 | Marie                   | Wilnsdorf        | 0130 m       |
| 1916 | Silberwiese             | Oberlahr         | 0520 m       |

Die Industrialisierung hatte auch andere Vorteile: ab den 1930er Jahren wurde beim Bohren Wasser zur Staubverminderung eingesetzt. Zahlreiche Maschinen, Wasserhaltungsanlagen und Antriebe sowie später Elektro- oder Benzinmotoren wurden erfunden oder konnten verbessert eingesetzt werden. Ab 1900 wurden Pressluftbohrer eingesetzt. Auch die Ausstattung der Bergleute wurde verbessert. Die flackernden Öllampen wurden im 20. Jahrhundert durch Karbidlampen ersetzt. Noch in den 1920ern wurden Helme aus Leder getragen. In den 50er Jahren wurden sie durch Helme aus Plastik ersetzt.
Ab den 1860ern wurden die Pferdetransporte durch Eisenbahnen ersetzt, ab 1879 wurden Drahtseilbahnen angelegt und ab 1903 Benzinloks eingesetzt. Zahlreiche Neben- und Kleinbahnen verbanden die Gruben mit Bahnhöfen in der Umgebung. Dazu kam die 1861 gebaute Bahnverbindung über die Ruhr-Sieg-Strecke ins Ruhrgebiet, ohne die der Bergbau im Siegerland rund 100 Jahre früher zu Ende gewesen wäre. Seine Blütezeit hatte der Siegerländer Bergbau um 1900.
1816 wurde das Bergamt Siegen im Unteren Schloss gegründet. Unter ihm standen sechs Bergreviere. Das Bergamt wurde 1861 aufgelöst. Von 1818 bis 1967 bestand in Siegen eine Bergschule. Die Grube Schleifmühlchen wurde nach ihrer eigentlichen Stilllegung als „Übungsgrube“ eingesetzt.
Um 1900 arbeiteten über 15.000 Bergleute in der Region.
|      |      |  |        |        |
| 1900 | 1900 |  | 15.000 | 15.000 |
| 1913 | 1913 |  | 13.000 | 13.000 |
| 1932 | 1932 |  | 3.250  | 3.250  |
| 1949 | 1949 |  | 4.350  | 4.350  |
| 1953 | 1953 |  | 5.457  | 5.457  |
|      |      |  |        |        |

Im Ersten Weltkrieg wurden die Fördermengen erhöht, mit der Weltwirtschaftskrise sank die Förderung wieder. Dies bedeutete für viele Gruben das Aus, bei anderen Gruben konnte man noch die Wasserhaltung aufrechterhalten. Die Jahresförderungen lagen bei folgenden Mengen:
|      |      |  |             |             |
| 1836 | 1836 |  | 0,06 Mio. t | 0,06 Mio. t |
| 1853 | 1853 |  | 0,21 Mio. t | 0,21 Mio. t |
| 1900 | 1900 |  | 1,80 Mio. t | 1,80 Mio. t |
| 1913 | 1913 |  | 2,62 Mio. t | 2,62 Mio. t |
| 1926 | 1926 |  | 1,70 Mio. t | 1,70 Mio. t |
| 1932 | 1932 |  | 0,50 Mio. t | 0,50 Mio. t |
| 1949 | 1949 |  | 1,10 Mio. t | 1,10 Mio. t |
| 1953 | 1953 |  | 1,40 Mio. t | 1,40 Mio. t |
|      |      |  |             |             |

### Rückgang und Ende des Bergbaus 1965

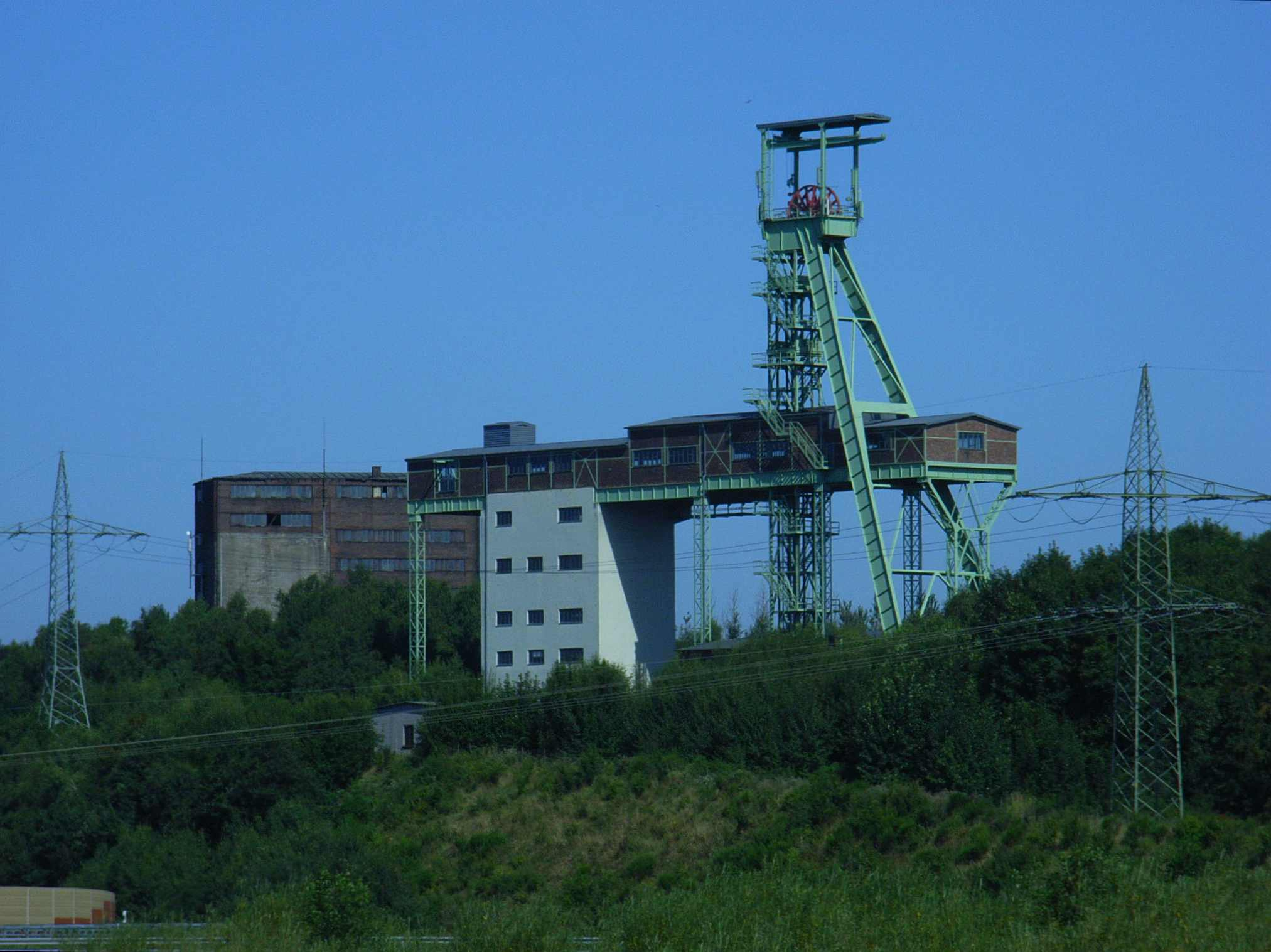
Die Grube Georg hat den einzigen Siegerländer Förderturm, der nach der Stilllegung nicht abgerissen wurde.

1880 waren noch rund 35 % der geförderten Erze im Deutschen Reich aus Bergwerken im Siegerland. Die manganreichen und qualitativ hochwertigen Eisenerze waren gefragt. Bis 1909 ging diese Zahl jedoch auf knapp 10 % zurück. Neue Verhüttungsverfahren machten die phosphorarmen und manganreichen siegerländer Erze für weiterweg liegende Hütten unbrauchbar, zudem konnten durch Gebietsgewinne große Mengen von lothringischen Minette-Erzen gewonnen werden, deren Nachfrage stetig anwuchs. Die hohen Transportkosten durch die schlechte Lage im Siegerland brachten dem Bergbau zusätzliche Schwierigkeiten. Guter Abnehmer der heimischen Erze blieben jedoch auch weiterhin die örtlichen Hütten.
Mit der Zeit, besonders nach dem Zweiten Weltkrieg, in dem viel Raubbau betrieben wurde, wurden die Gruben zunehmend unrentabel. Im März 1953 wurde deshalb die „Erzbergbau Siegerland AG“ in Betzdorf gegründet. Sie enthielt mit elf Verbundanlagen die letzten großen Gruben im Siegerland sowie etliche in Reserve gehaltene oder stillgelegte Gruben. Diese Gemeinschaft konnte die Schließung der Bergwerke jedoch nicht verhindern. Schon 1955 schloss die erste von ihnen. Ab 1959 fanden umfangreiche Mechanisierungs- und Rationalisierungsmaßnahmen statt, die den Erzpreis drücken sollten. Doch die erzabnehmenden Ruhrhütten reduzierten Stück für Stück die Verhüttung von Siegerländer Erzen, da Auslandserze billiger waren und durch neue Techniken der früher so begehrte hohe Mangangehalt von Siegerländer Erzen nicht mehr gefragt war. Mit der Schließung der Gruben Georg in Willroth und Füsseberg in Biersdorf bei Daaden endeten am 31. März 1965 über 2500 Jahre Erzbergbau im Siegerländer Erzrevier.

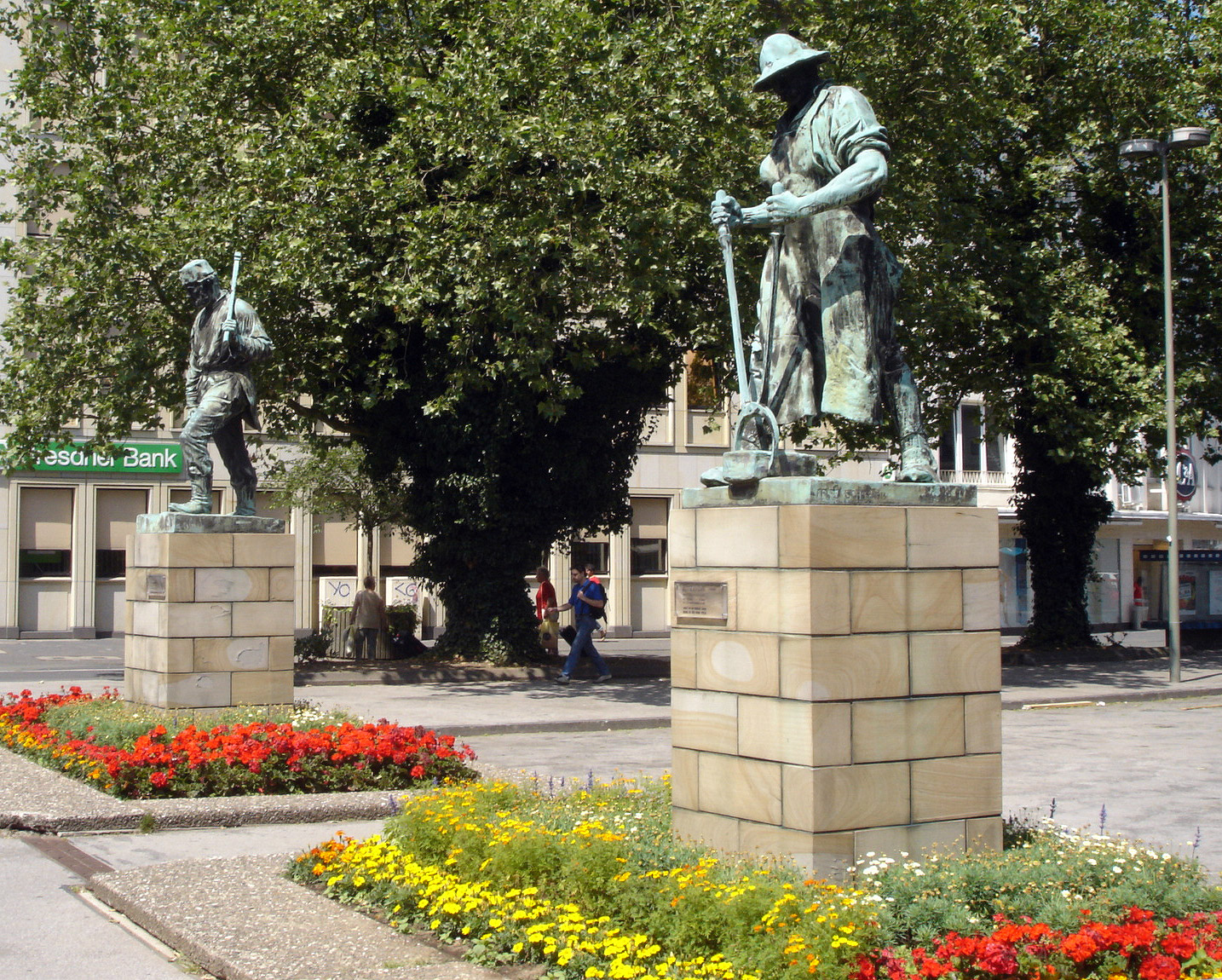
Henner und Frieder, Wahrzeichen und Gedenken an Berg- und Hüttenmann im Siegerland

## Gegenwart
Heute ist der Beruf des Bergmanns im Siegerland ausgestorben. 1962 wurden mit dem Pfannenberg und 1965 mit dem Füsseberg die letzten Gruben stillgelegt, da sich die Förderung im Siegerland nicht mehr lohnte.

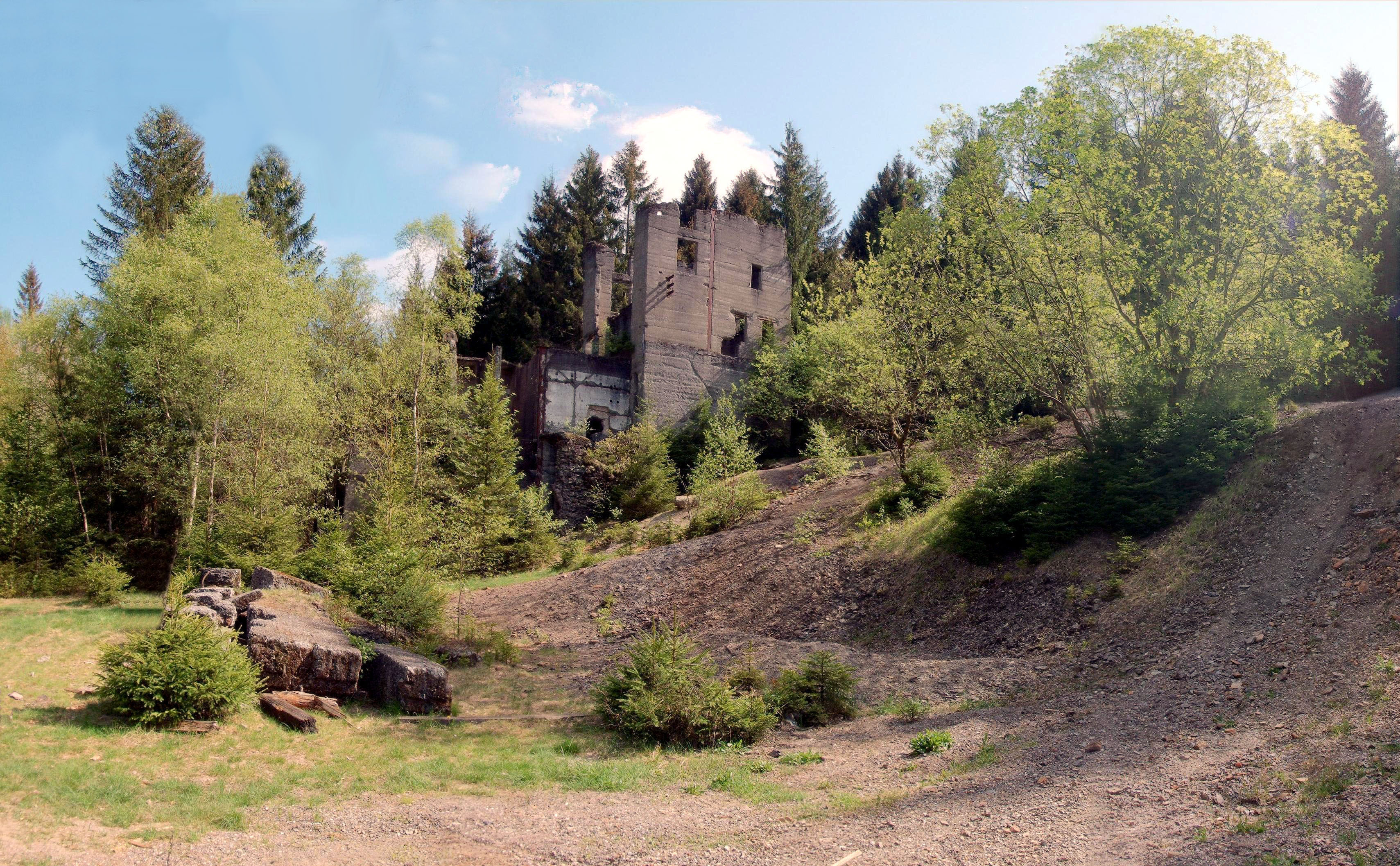
Ruine der Brecheranlage der Peterszeche bei Burbach

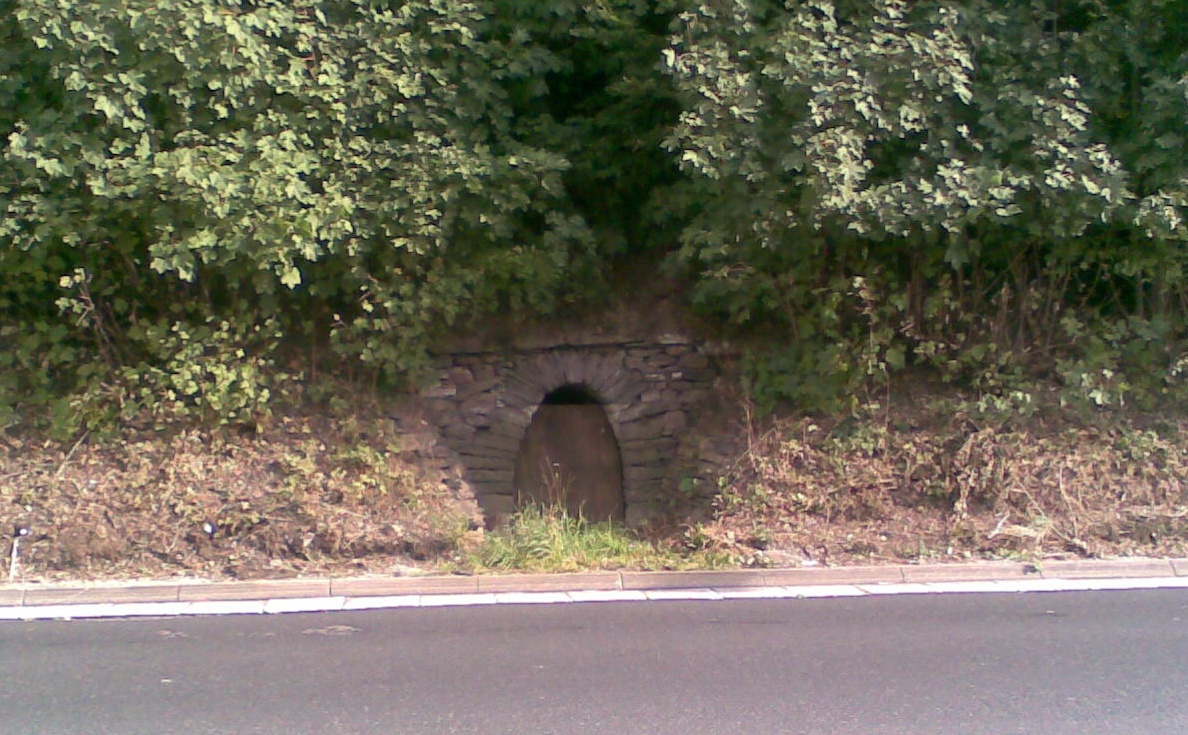
Mundloch der ehemaligen Kobaltgrube Hasselstrauch in Eiserfeld, 2007 restauriert

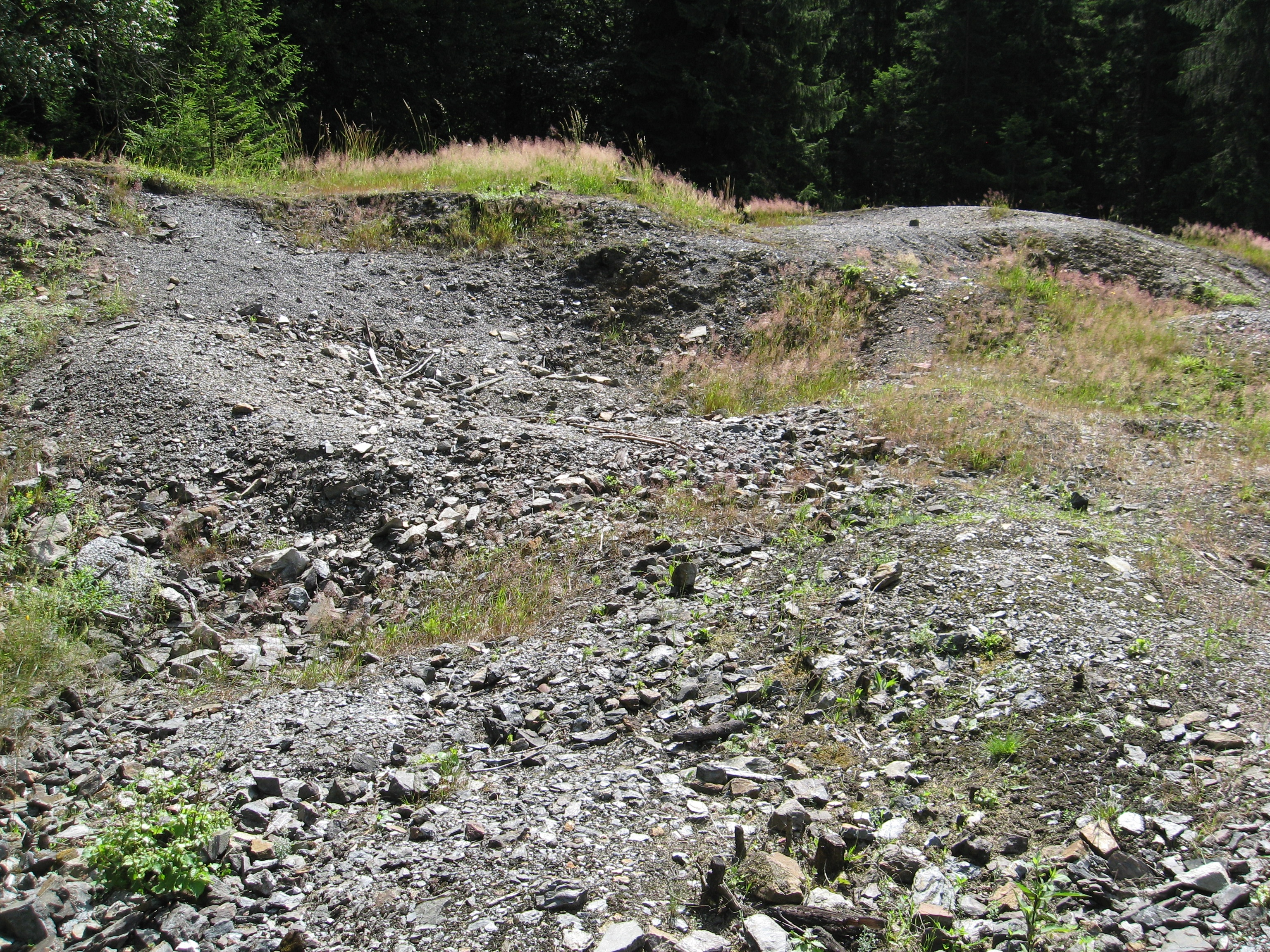
Haldenreste der Grube Marie bei Wilnsdorf

### Überreste
Heute kann man die Position der meisten Gruben nur noch mit Hilfe von alten Karten oder Kennern der einzelnen Gegenden ausfindig machen. Die Gebäude wurden abgerissen, die Schächte verfüllt oder zumindest verschlossen, die meisten Eingänge zu alten Stollen verriegelt oder verfüllt. Sichtbar sind noch viele Schlacke- und Abraumhalden sowie viele Pingen und Vertiefungen aus der Zeit vor dem Stollenbau. Vereinzelt kann man Reste von Gebäuden und alten Eingängen sehen. Große Ruinen sind selten, wie zum Beispiel die Reste der Peterszeche im Buchhellertal zwischen Burbach und Lippe, die bereits 1907 geschlossen wurde, dessen Überreste neben einer großen Halde aber noch immer sichtbar sind. Einige der alten Stolleneingänge sind heute noch in den Wäldern sichtbar, mittlerweile werden viele von ihnen als Denkmal wieder hergerichtet, wie zum Beispiel das der Grube Marie.

### Tagesbrüche
Viele Berge im Siegerland sind „durchlöchert wie ein Schweizer Käse“, tausende Gänge und Stollen ziehen sich mehr oder weniger tief unter der Erde hin, teils durch festen Fels, teils durch loses Gestein. Je nach Alter der Stollen können diese durch Verlust des Stützmaterials (zum Beispiel verfaulte Tragbalken aus Holz) und der Festigkeit des Felses, einstürzen. Wenn sich das in Oberflächennähe ereignet, entstehen sogenannte Tagesbrüche. Ein Beispiel für diese Bergschäden sind die Tagesbrüche im Juli 2003 am Steimel in Neunkirchen. Während diese Brüche hauptsächlich in unbewohnter Gegend entstanden und entstehen, befanden sich die Brüche am Rosterberg in Siegen im Februar 2004 in einem Wohngebiet. Dort stürzten Stollen und Gänge der Grube Hohe Grethe ein; es drohten Häuser abzusacken und einzustürzen. Der Tagesbruch am Rosterberg wurde weithin als „Siegener Loch“ bekannt.
Das Verfüllen dauert meist sehr lange, da die Ausdehnung des darunterliegenden Stollennetzwerkes nicht ganz oder gut bekannt ist. Stollenkarten wurden erst ab etwa 1800 angelegt, dazu existieren viele schwarz angelegte und ältere Stollen, die auf keiner Karte verzeichnet sind. Weiterhin wurde nicht immer in ausreichender Tiefe gegraben, nicht alle Stollen wurden gut dokumentiert, und viele Anhaltspunkte der alten Karten sind oberirdisch schon längst verschwunden oder lassen sich nur erahnen.
Erst seit Mitte der 1960er Jahre werden Tagesbrüche gemeldet, in NRW waren es seitdem etwa 1050, allein 100 davon im Kreis Siegen-Wittgenstein. Etliche Absackungen geschahen in Waldgebieten, die selten in der Öffentlichkeit genannt werden.
Hier ist eine Auswahl der Tagesbrüche im Siegerland:

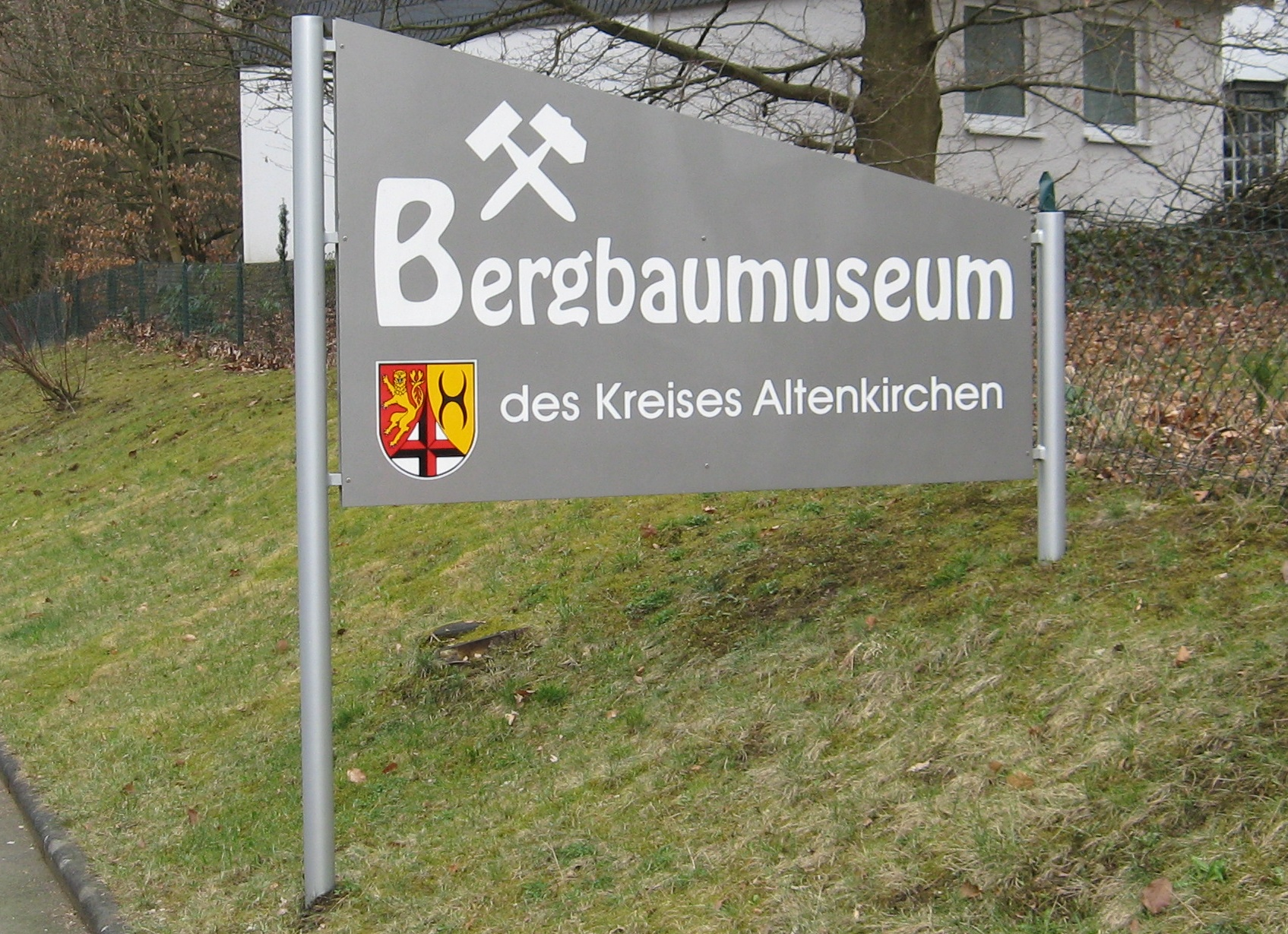
Das Bergbaumuseum des Kreises Altenkirchen in Herdorf-Sassenroth

| Datum               | Ort                                  | Grube                 |
| ------------------- | ------------------------------------ | --------------------- |
| 1936                | Herdorf                              | Zufällig Glück        |
| April 1965          | Siegen, Rosterberg                   | Hohe Grethe           |
| Juli 1968           | Siegen-Weidenau                      | Neue Haardt           |
| März 1970           | Siegen-Weidenau                      | Neue Haardt           |
| Januar 1971         | Siegen, Numbach                      | ?                     |
| 1979                | Neunkirchen                          | Steimel               |
| Dezember 1981       | Siegen, Siegerlandhalle              | Klappertshoffnung?    |
| Februar 1987        | Wilnsdorf-Anzhausen                  | Vereinigte Concordia  |
| Februar 2000        | Wilnsdorf-Rödgen                     | Brüderschaft?         |
| November 2000       | Siegen-Eiserfeld                     | Morgenröthe           |
| Februar 2001        | Siegen-Trupbach                      | Vereinigte Georgine?  |
| 28. Juli 2003       | Neunkirchen                          | Steimel               |
| ab 12. Februar 2004 | Siegen, Rosterberg („Siegener Loch“) | Hohe Grethe           |
| April 2004          | Siegen-Eiserfeld                     | ?                     |
| Juni 2004           | Siegen-Eiserfeld                     | Victoria              |
| Juli 2004           | Siegen-Eiserfeld                     | Gilberg               |
| August 2004         | Kirchhundem-Silberg                  | Glanzenberg           |
| Dezember 2004       | Wilnsdorf-Wilgersdorf                | Neue Hoffnung         |
| Februar 2005        | Siegen-Gosenbach                     | Kammer                |
| 25. März 2005       | Siegen-Eisern                        | Alte Birke?           |
| Oktober 2006        | Wilnsdorf-Obersdorf                  | ?                     |
| September 2007      | Wilnsdorf-Obersdorf                  | Prinz Friedrich       |
| Januar 2008         | Siegen-Eisern                        | Auferstehung          |
| Oktober 2008        | Siegen, Rosterberg                   | Philippshoffnung      |
| 11. November 2008   | Siegen, Rosterberg                   | Feldberger Erbstollen |
| 24. Juli 2009       | Wenden-Hünsborn (A 45)               | Huneborn              |
| September 2010      | Neunkirchen-Struthütten              | Kosmos                |
| Juni 2011           | Siegen, Rosterberg                   | ?                     |

### Bergbaumuseum und Schaubergwerke
1986 wurde im Herdorfer Stadtteil Sassenroth das Bergbaumuseum des Kreises Altenkirchen eröffnet. Ein 15 m hoher Förderturm erinnert an die Bergbauzeit und die 2500 Jahre alte Siegerländer Bergbaugeschichte. Unter Tage ist ein Schaubergwerk eingerichtet. Viele andere Stollen und Bergwerke, wie zum Beispiel der Reinhold-Forster-Erbstollen oder die Grube Bindweide wurden besonders Ende der 1980er und in den 1990er Jahren als Schaubergwerke hergerichtet.

## Grubenleben

### Grubengründung
Wenn ein Unternehmer ein Bergwerk errichten wollte, musste er Schürfrechte besitzen. Bekam er diese vom Bergamt, hatte er das Recht, in einem bestimmten Gebiet nach bestimmten Erzen zu schürfen und zu graben. Zur Grubengründung wurde eine Belegschaft zusammengestellt, die aus verschiedenen Berufen bestand, Bergleute unter Tage zum Abbau und über Tage zur Trennung und Aufbereitung des Erzes. Nach der Gründung wurden Stollen oder im fortgeschrittenen Alter Schächte angelegt. Für den Schachtbau wurde entsprechend mehr Technik benötigt. Es mussten Maschinenräume, Kesselhäuser, Fördertürme, Werkstätten (Schlossereien oder Schmieden) und Aufenthaltsräume errichtet werden. Oft fingen neue Gruben klein an, nur mit ein paar Mann, die auf gut Glück an diversen Stellen gruben und nach Erz suchten.

### Grubennamen
Die Gruben waren sehr oft nach Namen, bekannten Personen, den Orten (zum Beispiel den Berg oder das Dorf) dieser Gruben oder Tieren benannt. Vorsätze wie „Alter“/„Alte“ oder „Junge“/„Junger“ kamen häufiger vor. Oft konnten die Namen aber auch sehr kreativ sein, geradezu „verrückt“. Hier einige Beispiele:
- Blumengarten (Niederfischbach)
- Bügeleisen (Siegen)
- Fauler Hund (Wissen)
- Feuer und Flamme (Eiserfeld)
- Hinterstes Hühnchen (Niederschelderhütte)
- Georg & Sonne (Volperhausen/Morsbach)
- Luftgrube (Müsen)
- Nördliches Breimehl (Brachbach)
- Vereinigtes Pützhorn (Siegen)

### Grubenverbände
Oft kam es vor, dass, besonders kleine, finanziell schwache Bergwerke verkauft wurden. Meist kauften die größeren Gruben in der Nähe diese oder einzelne Schächte dann auf. Ein Beispiel dafür ist die Grube Steimel in Neunkirchen. 1812 gegründet, wurden 1814 Oberster Specht und Rother Adler neu abgeteuft. 1866 wurden die Grube Krebs, 1895 die Gruben Ende und Frauenberger Einigkeit sowie 1903 Harteborn angeschlossen. Ab 1895 hieß der Zusammenschluss Freier Grunder Bergwerksverein. Die kleineren Schächte oder Stollen wurden meistens nach kurzer Zeit wieder verkauft oder geschlossen, da es nicht genug Bodenschätze gab.
Eine weitere Form der Grubenverbände sind Zusammenschließungen einzelner Gruben. Oft in der Nähe liegende oder direkt nebeneinander liegende Gruben schlossen sich zusammen. Ein Beispiel dafür ist die Grube Pfannenberger Einigkeit, sie entstand 1810 durch den Zusammenschluss von insgesamt acht Gruben oder Stollengänge auf dem Pfannenberg.

### Grubenunfälle
Noch heute ereignen sich von Zeit zu Zeit immer wieder Grubenunfälle. Auch das Siegerland wurde davon nicht verschont. Heute trifft es jedoch mehr Dritte-Welt-Länder und aufstrebende Länder, deren Sicherheitsstandards sehr niedrig sind. Es gibt verschiedene Arten von Unfällen:
- Schachtbruch/Stollenbruch: Ein Schacht bricht zusammen, der Auf- und Abstieg ist somit blockiert. Ein Schachtbruch ereignete sich gleich zweimal in der Grube Bautenberg: Oktober 1941 und im März 1942 nach der Reparatur. Auch Stollen können zusammenbrechen. Ein Resultat daraus sind Tagesbrüche.
- Wassereinbruch: Durch einen Spalt oder durch Anschlagen einer Wasserader dringt Wasser in die Gänge und überspült alles. 1872 zum Beispiel ertranken 14 Bergleute in der Grube Bindweide in Steinebach.
- Grubenbrände, beispielsweise durch Geleucht (Grubenlampen) ausgelöst. Ein Grubenbrand ist oft schwer zu löschen, da sich Rauch und Hitze in den Stollen und Schächten ausbreiten und dazu leicht durch vorhandenen natürlichen Wetterzug angefacht werden können. Oft dauert es Tage, bis das Feuer erlischt.
- Schlagwetterexplosionen entstehen, wenn Schlagwetter durch Funken (zum Beispiel elektrische Anlagen), heißgelaufene Maschinenteile oder ähnliches gezündet werden.

### Transport & Weiterverarbeitung

Die Aufbereitungsanlagen der Grube Altenberg in Müsen 1905

Der Weitertransport der geförderten Erze war zum Teil ein großes Problem, da viele Wege steil oder eng waren. Außer Ochsenkarren oder Pferdefuhrwerken gab es noch keine Lösungen. Dies änderte sich in den 1870er Jahren, als die ersten Eisenbahnen gebaut wurden. Schienen und Grubenwagen mit Loks lösten nach und nach die Fuhrwerke ab. Der Transport wurde billiger, ging schneller und es konnte weitaus mehr Erz abtransportiert werden. Meist waren es Schmalspurbahnen, die nur von der Grube in den nächsten Ort führten. Dort wurde das Gestein zur Aufbereitung oder Röstung und zur Verhüttung in Hochöfen oder Eisenwerke gebracht. Der Schmied war einer der angesehensten Berufe im Siegerland. Die Stahlerzeugung und -verarbeitung war und ist noch immer ein wesentlicher Bestandteil der heimischen Industrie. Der Bergbau war mit zehntausenden Arbeitsplätzen Arbeitgeber Nummer eins.

### Grubensterben
Die Siegerländer Gruben konnten sich nicht auf Dauer halten. Es gab vier hauptsächliche Zeitphasen/-punkte für das Sterben der Gruben:
1. Durch die Erschöpfung der Erzvorkommen eines Grubenfeldes wurden viele Bergwerke unbrauchbar und kostenlastig.
2. Durch Unfälle wie Schachtbrüche oder ähnliche lohnte es sich in vielen Fällen nicht zum Reparieren der Schäden.
3. Während der Weltwirtschaftskrise in den 1920er Jahren schlossen viele Bergwerke durch mangelnde Verkaufszahlen.
4. Das Allgemeine Grubensterben setzte nach dem Zweiten Weltkrieg ein. Der Stahl beziehungsweise das Erz aus anderen Ländern wurde günstiger als das aus dem Siegerland, somit wurden die Bergwerke zunehmend unrentabel.

## Erzrevier

Ausdehnung des Siegerländer Erzreviers: Hilchenbach – Neuwied

Wenn man nur die „größeren“ Betriebe zählt, waren es knapp 450 Gruben im Gebiet „Siegerland“, weit über 650 waren es im gesamten „Siegerländer Erzrevier“. Die meisten waren im Siegener Stadtgebiet, knapp 150. Mit allen kleineren Betrieben müssen es insgesamt über 5000 Gruben gewesen sein.
Die drei tiefsten Gruben im Erzrevier waren:
1. Eisenzecher Zug, Eiserfeld (Abbauzeit: 1465–1960; Gesamtteufe: 1343,33 m)
2. Pfannenberger Einigkeit, Salchendorf (Abbauzeit: 1810–1962; Gesamtteufe: 1338 m)
3. Brüderbund, Eiserfeld (Abbauzeit: um 1400–1958; Gesamtteufe: 1274,8 m)

Der längste Stollen ist der Reinhold-Forster-Erbstollen in Eiserfeld. Er misst eine Gesamtlänge (inklusive Nebenstollen) von 7597,5 m.
Außer Eisenerz wurden noch andere Mineralien gefördert. Blei, Kupfer und Zink gehörten bei vielen Gruben dazu, seltener waren Kobalt und Nickel. In ein paar Gruben wurden Silber und in der Grube Philippshoffnung in Siegen Gold gefördert. Schätzungsweise wurden knapp 175 Mio. Tonnen Eisenerz im Siegerland gefördert. Es wird vermutet, dass im gesamten Erzrevier noch insgesamt circa 40 Mio. Tonnen zu finden sind. Das meiste Eisenerz förderte die Grube Storch & Schöneberg in Siegen-Gosenbach mit 17 Mio. Tonnen. Gleichzeitig arbeitete dort die größte Belegschaft mit 2000 Bergleuten.